# PZL M-20 Mewa
Dimensions
Le PZL M-20 Mewa est un avion de tourisme bimoteur à hélice, mû par deux moteurs 6 cylindres refroidis par air. C'est une copie produite sous licence du Piper PA-34 Seneca de Piper Aircraft.